# Ottawa Lynx
De Ottawa Lynx was een Minor league baseballteam uit Ottawa, Ontario, Canada. Ze spelen in de North Division van de International League. Hun stadion heet Lynx Stadium. Ze waren verwant aan de Philadelphia Phillies.
In 2007 is het team verhuisd naar Allentown (Pennsylvania) en heet de Lehigh Valley IronPigs.

## Titels
De Lynx hebben de Governors' Cup één keer gewonnen.
- 1995 - Gewonnen van de Norfolk Tides